# Okraj Lienz
Okraj Lienz (italijansko Distretto di Lienz) je politični okraj avstrijske zvezne dežele Tirolske. Je največji tirolski okraj po površini in sovpada z območjem Vzhodne Tirolske (nemško Osttirol). Upravno središče je mesto Lienz.
Vzhodna Tirolska je eksklava zvezne dežele Tirolske, ločena od glavnega dela, Severne Tirolske, s kratko skupno mejo z zvezno deželo Salzburgom in italijansko Južno Tirolsko. 

## Upravna razdelitev
Okraj je razdeljen v 33 občin:
- Abfaltersbach (654)
- Ainet (925)
- Amlach (378)
- Anras (1,297)
- Assling (1,881)
- Außervillgraten (789)
- Dölsach (2,274)
- Gaimberg (835)
- Heinfels (1,007)
- Hopfgarten in Defereggen (765)
- Innervillgraten (974)
- Iselsberg-Stronach (617)
- Kals am Großglockner (1,231)
- Kartitsch (833)
- Lavant (298)
- Leisach (824)
- Lienz (11,816)
- Matrei in Osttirol (4,781)
- Nikolsdorf (910)
- Nußdorf-Debant (3,308)
- Oberlienz (1,411)
- Obertilliach (712)
- Prägraten am Großvenediger (1,225)
- Sankt Jakob in Defereggen (934)
- Sankt Johann im Walde (291)
- Sankt Veit in Defereggen (734)
- Schlaiten (470)
- Sillian (2,072)
- Strassen (827)
- Thurn (635)
- Tristach (1,410)
- Untertilliach (251)
- Virgen (2,199)